# Varevo (Novi Pazar)
Pour les articles homonymes, voir Varevo.
Varevo (en serbe cyrillique : Варево) est un village de Serbie situé sur le territoire de la Ville de Novi Pazar, district de Raška. Au recensement de 2011, il comptait 596 habitants.

## Démographie

### Évolution historique de la population
| 1948 | 1953 | 1961 | 1971 | 1981 | 1991 | 2002 | 2011 |
| ---- | ---- | ---- | ---- | ---- | ---- | ---- | ---- |
| 236  | 271  | 319  | 324  | 430  | 486  | 501  | 596  |

|  |